# (5515) Naderi
(5515) Naderi – planetoida z pasa głównego planetoid.

## Odkrycie i nazwa
Odkrył ją Eleanor Helin 5 marca 1989 roku w obserwatorium Palomar. Nazwa planetoidy pochodzi od Firouza Naderi (ur. 1946) – naukowca, inżyniera i menadżera, który prowadził Mars Exploration Program w Jet Propulsion Laboratory. W 2004 roku otrzymał Medal Sił Lądowych za Wybitną Służbę. Przed nadaniem nazwy planetoida nosiła oznaczenie tymczasowe 1989 EL1.

## Orbita
(5515) Naderi obiega Słońce w średniej odległości 2,67 j.a. w czasie 4 lat i 131 dni.